# Frew McMillan
Frew Donald McMillan (ur. 20 maja 1942 w Springs) – południowoafrykański tenisista, zwycięzca dziesięciu turniejów wielkoszlemowych w grze podwójnej i mieszanej, zdobywca Pucharu Davisa 1974, lider rankingu ATP deblistów.

## Kariera tenisowa
Przez kilka lat w drugiej połowie lat 70. figurował w czołowej setce rankingu gry pojedynczej, wygrał dwa turnieje (m.in. Monachium 1974) i w dalszych pięciu był w finale, jednak sukcesy odnosił głównie w zawodach gry podwójnej. W parze z Bobem Hewittem wygrywał French Open (1972), Wimbledon (1967, 1972, 1978), US Open (1977), ATP Finals (1978), otwarte mistrzostwa Włoch (1967); w parze z Jimmym Connorsem wygrał m.in. halowe mistrzostwa USA w 1974. W sierpniu 1977 po raz pierwszy sklasyfikowany był na pierwszym miejscu w rankingu ATP deblistów. Po raz ostatni na szczycie listy był w lutym 1979, a łącznie zajmował to miejsce przez osiemdziesiąt pięć tygodni.
Odnosił także sukcesy w grze mieszanej. W parze z Annette Van Zyl wygrał French Championships 1966, z Betty Stöve wygrał Wimbledon w 1978 i 1981 (1979 przegrali w finale). Wygrał także US Open 1977 i 1978 (ze Stöve).
Przez lata tworzył z Bobem Hewittem jedną z najlepszych par deblowych w historii tenisa. Sukcesy zawdzięczali przede wszystkim wzajemnemu zrozumieniu na korcie i wzorowej grze wolejowej. W 1967 wygrali turniej wimbledoński nie tylko nie tracąc seta, ale nawet nie przegrywając ani razu własnego podania.
W latach 1965–1978 reprezentował Południową Afrykę w Pucharze Davisa rozgrywając trzydzieści meczów, z których w dwudziestu pięciu zwyciężył. W 1974 zdobył z reprezentacją trofeum w finale przeciwko Indiom, które na znak protestu przeciw apartheidowi zrezygnowały z udziału w meczach o puchar.
Frew McMillan wyróżniał się na korcie charakterystyczną białą czapeczką, a także rzadkim stylem – grał oburącz zarówno forhend, jak i bekhend. Po zakończeniu kariery bez większego powodzenia zajmował się pracą trenerską, a od 1994 również komentowaniem tenisa w telewizji (głównie w stacji Eurosport). W 1992 został uhonorowany miejscem w Międzynarodowej Tenisowej Galerii Sławy.

### Finały w turniejach wielkoszlemowych

#### Gra podwójna (5–0)
| Końcowy wynik | Nr | Data             | Turniej               | Nawierzchnia | Partner    | Przeciwnicy                   | Wynik finału       |
| ------------- | -- | ---------------- | --------------------- | ------------ | ---------- | ----------------------------- | ------------------ |
| Zwycięzca     | 1. | 9 lipca 1967     | Wimbledon, Londyn     | Trawiasta    | Bob Hewitt | Roy Emerson Ken Fletcher      | 6:2, 6:3, 6:4      |
| Zwycięzca     | 2. | 4 czerwca 1972   | French Open, Paryż    | Ceglana      | Bob Hewitt | Patricio Cornejo Jaime Fillol | 6:3, 8:6, 3:6, 6:1 |
| Zwycięzca     | 3. | 9 lipca 1972     | Wimbledon, Londyn     | Trawiasta    | Bob Hewitt | Erik Van Dillen Stan Smith    | 6:2, 6:2, 9:7      |
| Zwycięzca     | 4. | 11 września 1977 | US Open, Forest Hills | Ceglana      | Bob Hewitt | Brian Gottfried Raúl Ramírez  | 6:4, 6:0           |
| Zwycięzca     | 5. | 8 lipca 1978     | Wimbledon, Londyn     | Trawiasta    | Bob Hewitt | Peter Fleming John McEnroe    | 6:1, 6:4, 6:2      |

#### Gra mieszana (5–6)
| Końcowy wynik | Nr | Data             | Turniej                     | Nawierzchnia | Partnerka          | Przeciwnicy                        | Wynik finału     |
| ------------- | -- | ---------------- | --------------------------- | ------------ | ------------------ | ---------------------------------- | ---------------- |
| Zwycięzca     | 1. | 5 czerwca 1966   | French Championships, Paryż | Ceglana      | Annette Van Zyl    | Ann Haydon-Jones Clark Graebner    | 1:6, 6:3, 6:2    |
| Finalista     | 1. | 13 września 1970 | US Open, Forest Hills       | Trawiasta    | Judy Tegart Dalton | Margaret Smith Court Marty Riessen | 4:6, 4:6         |
| Finalista     | 2. | 12 września 1976 | US Open, Forest Hills       | Trawiasta    | Betty Stöve        | Billie Jean King Phil Dent         | 6:3, 2:6, 5:7    |
| Finalista     | 3. | 2 lipca 1977     | Wimbledon, Londyn           | Trawiasta    | Betty Stöve        | Greer Stevens Bob Hewitt           | 6:3, 5:7, 4:6    |
| Zwycięzca     | 2. | 11 września 1977 | US Open, Forest Hills       | Ceglana      | Betty Stöve        | Billie Jean King Vitas Gerulaitis  | 6:2, 3:6, 6:3    |
| Zwycięzca     | 3. | 8 lipca 1978     | Wimbledon, Londyn           | Trawiasta    | Betty Stöve        | Billie Jean King Ray Ruffels       | 6:2, 6:2         |
| Zwycięzca     | 4. | 10 września 1978 | US Open, Nowy Jork          | Twarda       | Betty Stöve        | Billie Jean King Ray Ruffels       | 6:3, 7:6         |
| Finalista     | 4. | 7 lipca 1979     | Wimbledon, Londyn           | Trawiasta    | Betty Stöve        | Greer Stevens Bob Hewitt           | 5:7, 6:7(7)      |
| Finalista     | 5. | 9 września 1979  | US Open, Nowy Jork          | Twarda       | Betty Stöve        | Greer Stevens Bob Hewitt           | 3:6, 5:7         |
| Finalista     | 6. | 7 września 1980  | US Open, Nowy Jork          | Twarda       | Betty Stöve        | Wendy Turnbull Marty Riessen       | 6:7, 2:6         |
| Zwycięzca     | 5. | 4 lipca 1981     | Wimbledon, Londyn           | Trawiasta    | Betty Stöve        | Tracy Austin John Austin           | 4:6, 7:6(2), 6:3 |